# Beilschmiedia obscura
Beilschmiedia obscura är en lagerväxtart som beskrevs av Adolf Engler och Otto Stapf. Beilschmiedia obscura ingår i släktet Beilschmiedia och familjen lagerväxter. Inga underarter finns listade i Catalogue of Life.